# Giovenale (nome)
Giovenale  è un nome proprio di persona italiano maschile.

## Varianti in altre lingue
- Francese: Juvénal
- Latino: Juvenal[1], Iuvenalis[1]
- Polacco: Juwenalis
- Ungherese: Juvenál

## Origine e diffusione
Deriva dal cognomen latino Iuvenalis, letteralmente "giovanile". Ha quindi significato affine ai nomi Ebe, Giunone ed Owen. In Italia è più diffuso in Piemonte.

## Onomastico
L'onomastico si festeggia il 3 maggio in memoria di san Giovenale di Narni, vescovo e confessore. Alternativamente, si può festeggiare in ricordo di due martiri, uno, san Giovenale di Benevento, il 7 maggio e l'altro il 31 agosto, oppure in memoria del beato Giovanni Giovenale Ancina, vescovo, il 30 agosto.

## Persone

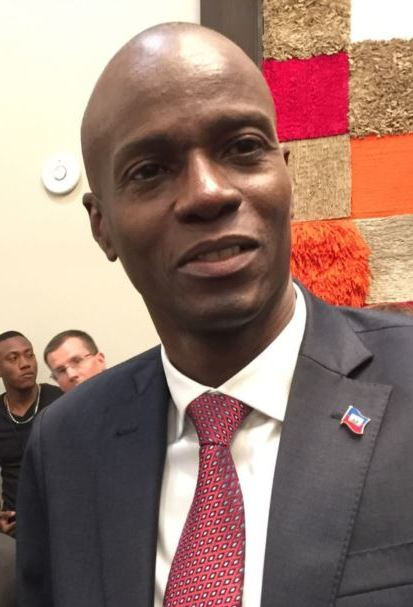
Jovenel Moïse

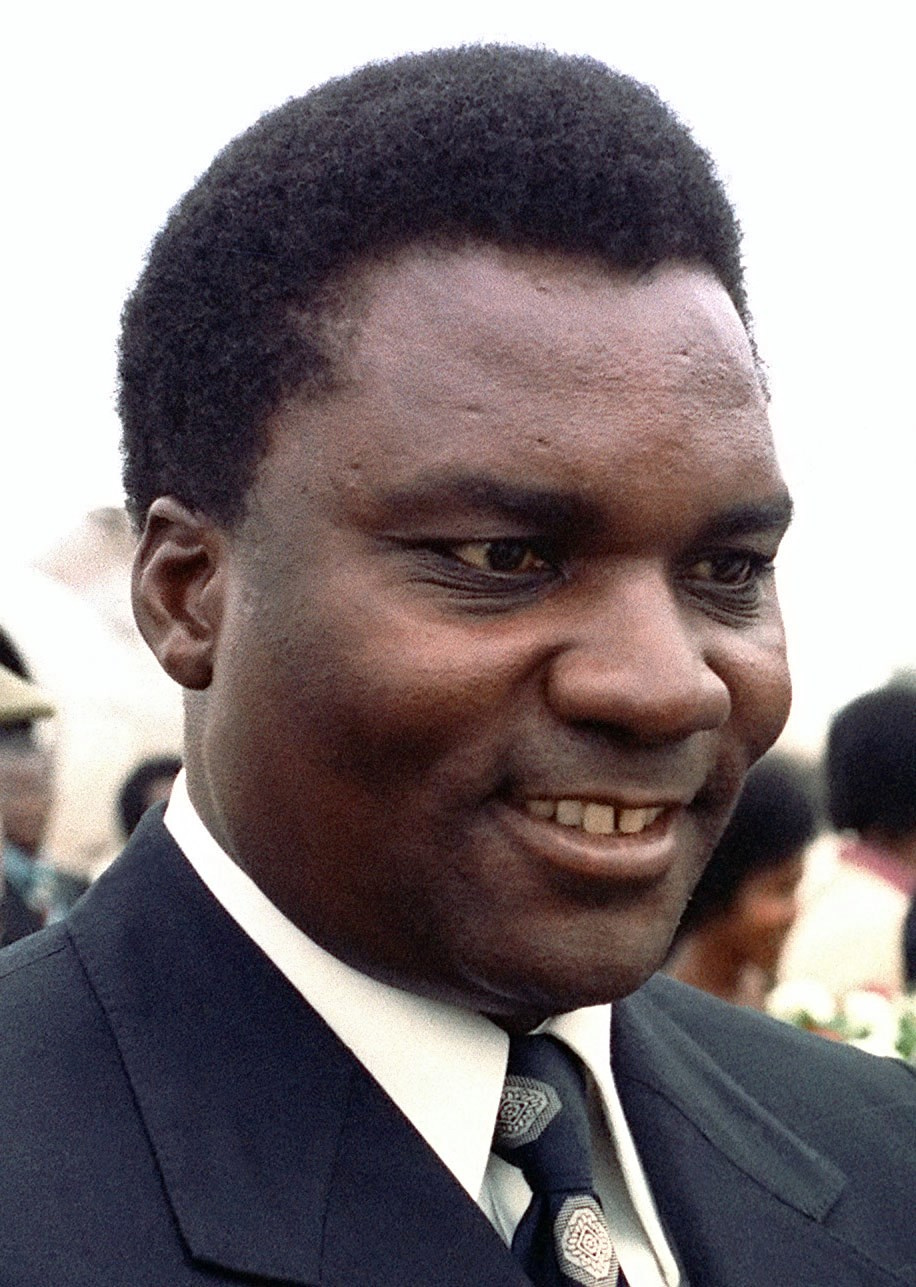
Juvénal Habyarimana

- Decimo Giunio Giovenale, poeta e retore romano
- Giovanni Giovenale Ancina, vescovo e compositore italiano
- Giovenale di Narni, vescovo e santo italiano

### Variante Juvenal
- Juvenal, calciatore brasiliano
- Juvenal Edjogo, calciatore equatoguineano
- Juvenal Olmos, allenatore di calcio e calciatore cileno

### Altre varianti
- Juvénal Habyarimana, politico ruandese
- Jovenel Moïse, politico haitiano